# Synonchoides galatheae
Synonchoides galatheae är en rundmaskart som först beskrevs av Christian Wieser 1956.  Synonchoides galatheae ingår i släktet Synonchoides och familjen Leptosomatidae. Inga underarter finns listade i Catalogue of Life.